# Убыни
Убыни (укр. Убині) — село в Новоярычевской поселковой общине Львовского района Львовской области Украины.
Население по переписи 2001 года составляло 354 человека. Почтовый индекс — 80454. Телефонный код — 3254.